# Austrostelis bonaventura
Austrostelis bonaventura är en biart som först beskrevs av Heinrich Friese 1925.  Austrostelis bonaventura ingår i släktet Austrostelis och familjen buksamlarbin. Inga underarter finns listade i Catalogue of Life.